# Miconia lenticellata
Miconia lenticellata är en tvåhjärtbladig växtart som beskrevs av Brother Alain. Miconia lenticellata ingår i släktet Miconia och familjen Melastomataceae. Inga underarter finns listade i Catalogue of Life.